# Jerzy Bułanow
Jerzy Bułanow   (Moscou, 29 d'abril de 1903 - Buenos Aires, 18 de març de 1980) (rus: Юрий Буланов, Yury Bulanov) és un exfutbolista polonès de la dècada de 1920.
Fou 22 cops internacional amb la selecció polonesa.
Entre 1918 i 1919 marxà de Rússia a Polònia, fugint de la revolució russa. Pel que fa a clubs, defensà els colors de Korona Varsòvia, Legia Varsòvia i Polonia Warsaw.